# ダルド・ロシャ
ダルド・ロシャ（Dardo Rocha、ブエノスアイレス、1838年9月1日 - 同上、1921年9月6日）は、アルゼンチンの軍人、弁護士、政治家であり、ラプラタ市とラプラタ大学の創設者として最もよく知られている。 

## 生涯
ロシャは1855年に哲学の初年度を学び、遠方の叔父で後に義理の弟となるミゲル フランシスコ デ ビジェガスの生徒として学んだ。 
1856年にロシャはブエノスアイレス公共図書館の最初の職員に任命された。 
ロシャは1857年にベルナルディーノ リヴァダヴィアに関する短い伝記エッセイを執筆し、手紙の分野への進出を開始した。 
1863年4月20日、ロシャは国の平和と自由のための憲法法学に関する博士論文を提出した。

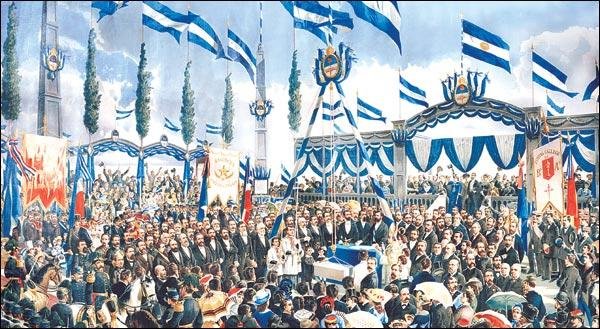
1882年にラプラタの礎石が置かれた時のイラスト。

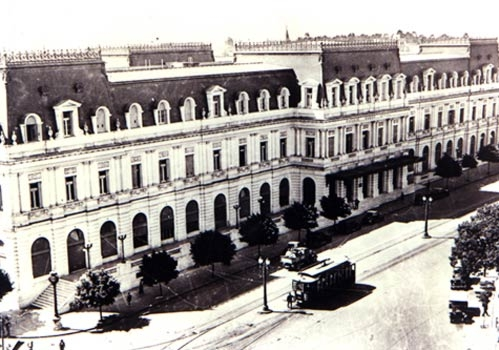
ダルド・ロシャ・ビルはラプラタのランドマークであり、創業者の名を冠している。

## ラプラタ市の設立
ロシャはこの都市の創設者だった。 彼は立法院からの若干の抵抗の後、ラプラタと呼ばれることになる都市の設立のためのプロジェクトを送った。このようにして、同年 5 月 1 日に行政府によって公布され、1882 年 11 月 19 日に将来の首都の基礎が据えられた。

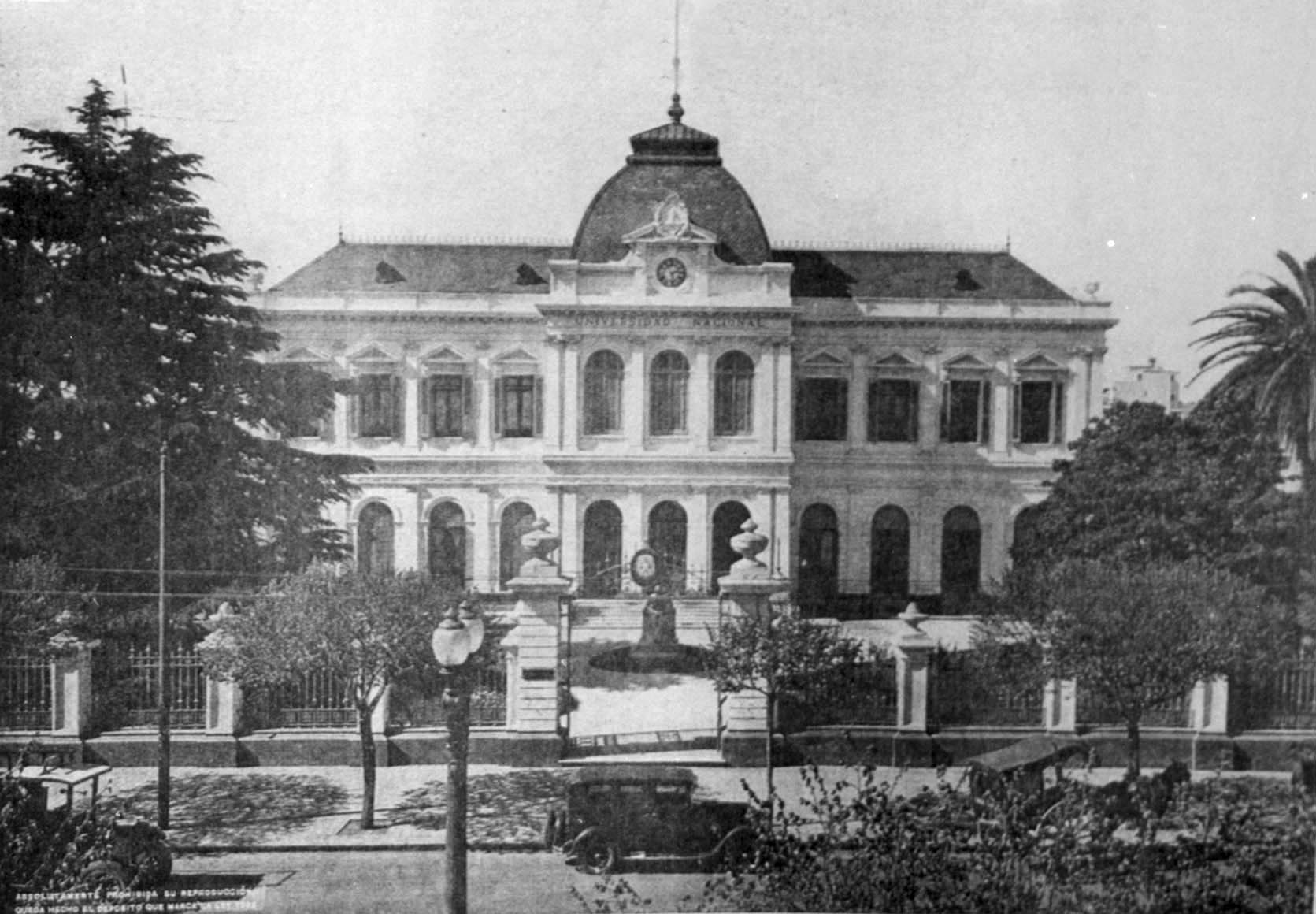
ラプラタ大学の庁舎